# Front d'Esquerra Radical
Front d'Esquerra Radical (grec Μέτωπο Ριζοσπαστικής Αριστεράς, Metopo Rizospastikis Aristeras, MERA) és una coalició electoral grega d'extrema esquerra fundada el 1999 i formada per Corrent Nova Esquerra (NAR), el maoista Moviment Comunista Revolucionari de Grècia (EKKE), el trotskista Partit Revolucionari dels Treballadors (EEK), Joventut Comunista d'Alliberament (NKA), Organització Comunista Independent de Serres (AKOS) i activistes independents d'esquerra. El 2004 es va unir al Front Ecologistes Alternatius.

## Resultats electorals
| 1999 | Parlament europeu | 10,930 | 0,17% | - |
| 2000 | Parlament         | 8,132  | 0,12% | - |
| 2004 | Parlament         | 11,261 | 0,15% | - |
| 2004 | Parlament europeu | 13,387 | 0,22% | - |
| 2007 | Parlament         | 11,859 | 0,17% | - |